# José Santos Guardiola (gemeente)
José Santos Guardiola is een gemeente (gemeentecode 1103) in het departement Islas de la Bahía in Honduras.
De hoofdplaats van de gemeente is Oak Ridge.
De gemeente wordt gevormd door het noordoostelijke deel van het eiland Roatán. Het is een relatief recente gemeente. In 1960 werd ze afgesplitst van de gemeente Roatán.
De gemeente is genoemd naar José Santos Guardiola, voormalig president van Honduras. In 1861 verklaarde hij dat de Baai-eilanden definitief bij Honduras horen.

## Bevolking
De bevolking is als volgt verdeeld:
| Vrouwen | 5976 | 51,1% |
| Mannen  | 5722 | 48,9% |

## Dorpen
De gemeente bestaat uit vier dorpen (aldea), waarvan de grootste qua inwoneraantal: José Santos Guardiola (code 110301) en Punta Gorda (110307).